# Afia Kobi Serwaa Ampem II
Afia Kobi Serwaa Ampem II (1907 - 15 novembre 2016) est une Asantehemaa du royaume Ashanti et mère de l'Asantehene, Otumfuo Nana Osei Tutu II, qui est le plus jeune fils de ses cinq enfants. Elle est la 13e reine mère du royaume Ashanti,,,.
Afia Kobi Serwaa Ampem II est décédée le 15 novembre 2016 dans son sommeil, à l'âge de 111 ans. Elle est peut-être le membre le plus ancien de toute famille royale. Elle est enterrée à l'aube lors d'une cérémonie complète au mausolée royal de Ban mu le 20 janvier 2017, après que sa dépouille ait été retirée du mausolée royal de Bantama afin de recevoir les derniers rites traditionnels.
Avant sa mort, elle est l'Asantehemaa (reine mère) du royaume Ashanti pendant 39 ans. Le peuple Ashanti croit que la reine mère, enterrée d'abord dans le mausolée de Bantama, doit d'abord rencontrer les ancêtres royaux avant de se déplacer vers le dernier lieu de repos.

## Reconnaissance
Le lycée pour filles Afia Kobi Serwaa Ampem porte son nom. Un rond-point à Kumasi porte son nom.